# Pteronotus macleayi
Pteronotus macleayi (Gray, 1839) è un pipistrello della famiglia  diffuso nei Caraibi.

## Descrizione

### Dimensioni
Pipistrello di piccole dimensioni, con la lunghezza totale tra 72 e 78 mm, la lunghezza dell'avambraccio tra 39 e 45 mm, la lunghezza della coda tra 22 e 25 mm, la lunghezza del piede tra 9 e 10 mm e un peso fino a 8 g.

### Aspetto
La pelliccia è corta, con i singoli peli tricolori. Le parti dorsali variano dal bruno-grigiastro al bruno-giallastro, talvolta arancione, con la parte centrale dei peli biancastra, mentre le parti ventrali sono bianco-grigiastre con dei riflessi giallo-brunastri chiari. Il muso è corto ed appuntito, con dei lunghi peli sui lati del muso e una piccola piega cutanea sopra le narici. Le labbra sono rigonfie, quella inferiore è ricoperta di grosse papille verrucose. Gli occhi sono molto piccoli. Le orecchie sono strette, triangolari, appuntite e separate tra loro, con il bordo anteriore che si proietta in avanti fino sul muso e l'antitrago basso che si estende fino all'angolo posteriore della bocca. Il trago è lungo circa un terzo del padiglione auricolare, spatolato, con una piega supplementare e cosparso di corte setole. Le ali sono attaccate posteriormente lungo la parte interna della tibia in prossimità del calcar. La coda è lunga e fuoriesce per circa la metà sulla superficie dorsale dell'ampio uropatagio. Il calcar è molto lungo. Il cariotipo è 2n=38 FNa=60.

## Biologia

### Comportamento
Si rifugia in gruppi di diverse migliaia di individui all'interno delle grotte. L'attività predatoria inizia circa alle 07:30 di sera.

### Alimentazione
Si nutre di insetti, principalmente ditteri, catturati in volo.

### Riproduzione
Danno alla luce un piccolo alla volta a giugno. Gli accoppiamenti avvengono nel mese di gennaio.

## Distribuzione e habitat
Questa specie è diffusa sull'isola di Cuba, l'Isola della Gioventù e in Giamaica. Si è estinto in epoca storica sull'isola di New Providence nelle Bahamas.

## Tassonomia
Sono state riconosciute 2 sottospecie:
- P.m.macleayi: Cuba, Isola della Gioventù;
- P.m.griseus (Gosse, 1851): Giamaica.

## Conservazione
La IUCN Red List, considerata l'abbondanza all'interno del suo areale limitato e la popolazione presumibilmente numerosa, classifica P.macleayi come specie a rischio minimo (Least Concern)).